# Bao Công
Bao Chửng (chữ Hán: 包拯; 5 tháng 3 năm 999 - 3 tháng 7 năm 1062), biểu tự Hi Nhân (希仁), thường được gọi tôn kính là Bao Thanh Thiên (包青天) hoặc Bao Công (包公), quê ở Lư Châu, Hợp Phì (nay là huyện Phì Đông, thành phố Hợp Phì, tỉnh An Huy). Ông làm quan nhà Bắc Tống, chức vị lên tới tòng nhị phẩm Xu Mật Viện phó sứ, Triều tán Đại phu, Cấp sự trung, Thượng Khinh xa Đô úy, tước Đông Hải quận Khai quốc Hầu, thực ấp 1800 hộ, thực hưởng 400 hộ, nhận tử sắc kim ngư đại ngự ban. Khi mất được truy thăng hàm Lễ bộ Thượng thư, thụy Hiếu Túc (孝肅). Ông nổi tiếng vì sự chính trực, liêm khiết và tài xử án công chính, được dân gian lưu truyền qua nhiều giai thoại.
Bao Chửng nổi tiếng là một vị quan "thanh liêm, chấp pháp nghiêm minh, không khiếp sợ quyền uy hay vị nể tư tình" dưới thời hoàng đế Tống Nhân Tông. Theo truyền thuyết, Bao Công là Văn Xương Đế Quân hóa kiếp, Văn Xương Đế Quân còn là Văn Khúc Tinh Quân - một trong 7 vị Bắc Đẩu tinh quân, giáng trần, tên gọi là Văn Khúc Tinh Quân (文曲星君). Vì vậy, ngoài việc xử án ban ngày ở dương gian, tới ban đêm thần thức của ông còn xuống xử án ở âm phủ. Trong văn hóa dân gian, vết sẹo hình trăng lưỡi liềm trên trán ông tựa như ánh trăng soi sáng công lý cho những nơi chịu nhiều oan khuất.
Do ảnh hưởng từ hình tượng dân gian, ông được gọi chung là Bao Đại Nhân (包大人), ông cũng được gọi là Bao Đãi Chế (包待制) do ông từng làm chức Đãi chế của Thiên Chương các (天章閣), sau lại nhậm chức Học sĩ ở Long Đồ các (龙图阁) mà được gọi thành Bao Long Đồ (包龙图). Đặc biệt nhất, Bao Chửng được lưu truyền trong dân gian với hình tượng mặt đen mà còn gọi là Bao Hắc Tử (包黑子) hay Bao Hắc Than (包黑炭).

## Lịch sử
Bao Chửng nguyên quán Hợp Phì, Lư Châu (nay là thành phố Hợp Phì, tỉnh An Huy, Trung Quốc). Cha ông là Bao Nghi, từng giữ chức đại phu trong triều. Sau khi qua đời, Bao Nghi được phong Hình bộ Thị lang. Lúc còn bé, Bao Chửng đã nổi tiếng là đứa con hiếu thảo, đôn hậu, sống mực thước. Năm 1027, ông thi đậu tiến sĩ, được cử đến nhậm chức Tri huyện Kiến Xương (nay thuộc tỉnh Giang Tây), nhưng vì song thân già yếu, ông không thể làm quan xa nên xin khoan nhận việc, để ở nhà chăm sóc cho cha mẹ.
Sau khi cha mẹ qua đời, Bao Chửng đi nhậm chức Tri huyện Thiên Trường (nay thuộc tỉnh An Huy), sau đó là Tri châu Đoan Châu (nay thuộc Thành phố Triệu Khánh, tỉnh Quảng Đông).
Nghe tiếng Bao Công tận tụy và thanh liêm, nhà vua cho triệu ông về kinh giao cho chức Trung thừa, rồi lần lượt thăng các chức Giám sát ngự sử, Trực học sĩ Long đồ các, Tam tư Hộ bộ Phó sử, đến Thiên Chương các Đãi chế (nên người đời sau còn gọi ông là Bao Đãi chế).
Năm 1050, vì đàn hặc quốc trượng Trương Nghiêu Tá làm phật lòng hoàng đế Nhân Tông, ông bị thuyên chuyển đến Hà Bắc làm Nhậm đốc chuyển vận sứ. Bốn năm sau, ông mới được triệu về kinh nhậm chức Phủ doãn phủ Khai Phong. Đây là chức vị rất quan trọng, tương đương thị trưởng Bắc Kinh ngày nay, lo việc trị an kinh thành. Lúc ở phủ Khai Phong, Bao Công thường ngồi hướng Nam để tỏ lòng tôn kính hoàng đế, nhưng khi thăng đường ông lại ngồi theo hướng Bắc, do vậy trong các phim về Bao Công có câu "Bao Công đồ đảo tọa Nam nha Khai Phong phủ". Bao Công làm quan phủ doãn phủ Khai Phong chỉ trong vòng 1 năm. Thời gian còn lại, ông được thăng chức Thừa tướng, Ngự sử đài. Chức vụ cao nhất mà Bao Công đảm nhận ở cuối đời là Khu mật Phó sứ, tương đương với chức Phó Tể tướng.
Thống kê ghi lại, những người bị Bao Chửng trừng trị không dưới 30 người là đối tượng quyền quý, hoàng thân quốc thích trong xã hội đương thời. Thậm chí ngay cả quốc trượng Trương Nghiêu Tá – cha đẻ của Trương quý phi được vua Nhân Tông sủng ái cũng bị Bao Chửng đàn hặc mà mất chức. Nhà văn đời Tống Âu Dương Tu đã dành cho Bao Chửng những lời bình luận: "Thuở nhỏ hiếu thuận, tiếng thơm khắp xóm làng, cuối đời chính trực, lưu danh khắp triều đình".
Trong 27 năm làm quan, vị trí công việc rất đa dạng: làm Tri huyện Thiên Trường; Tri phủ Đoan Châu, Doanh Châu, Dương Châu, Lư Châu, Triệu Châu; Tri phủ Giang Ninh rồi Khai Phong phủ doãn , nắm giữ toàn bộ việc hình pháp, trị an trong kinh thành. Bao Công nhận mệnh đi sứ Khiết Đan, rồi về kinh làm Lễ bộ Thị lang, Tam ti Hộ bộ... Trước sau gánh vác công việc ở các bộ Công, Hình, Binh, Lễ. Chức vụ lớn nhất của Bao Công trước khi qua đời là Khu mật Phó sứ, tương đương phó tể tướng. Sau ông được phong hàm Thiên Chương các đãi chế, Long Đồ các trực học sĩ, Khu mật trực học sĩ.
Năm 1062, ông lâm bệnh mất ở nơi làm việc, hưởng thọ 63 tuổi. Thời gian từ lúc lâm bệnh cho đến khi mất chỉ có 13 ngày, nên người ta nghi ngờ rằng ông bị đầu độc (từ lúc uống thuốc đến khi phát bệnh mất chỉ là 9 ngày). Sau này, các nhà khoa học thuộc Phòng Nghiên cứu năng lượng vật lý cao Học viện Khoa học Trung Quốc đã phối hợp với Viện Bảo tàng tỉnh An Huy tiến hành xét nghiệm những mảnh xương của Bao Công. Kết quả cho thấy: Hàm lượng các nguyên tố thủy ngân, sắt và calci trong xương Bao Công cao hơn nhiều so với xương của người hiện đại, trong khi đó hàm lượng chì và arsen (thạch tín) lại thấp hơn người thường. Ngày xưa, độc dược được sử dụng chủ yếu là tì sương (thạch tín) và chu sa (thủy ngân). Kết quả này sơ bộ loại trừ khả năng Bao Công bị trúng độc cấp tính do uống phải thuốc có chứa thạch tín.
Bao Chửng cả đời thanh liêm, ông rất căm ghét tham quan ô lại, trong thiên “Gia huấn” ông viết: "Đời sau con cháu làm quan, kẻ nào tham nhũng, không được trở về nhà, chết đi không được chôn cất cùng chỗ với tổ tiên. Nếu không làm theo tâm ý của ta, thì không phải con cháu dòng dõi của ta”. Hai câu này được ông dặn con trai là Bao Củng khắc lên bia đá dựng ở bức tường phía đông căn nhà để răn dạy con cháu đời sau.
Hoàng đế Tống Nhân Tông đích thân làm chủ lễ truy điệu, phong cho Bao Công là Lễ bộ Thượng thư, ban cho thụy hiệu "Hiếu Túc", có nghĩa là hiếu đạo và thiết diện vô tư và còn phái một đoàn ngự lâm quân hộ tống linh cữu ông về mai táng ở quê nhà ông. Tư Mã Quang - thừa tướng triều Tống - nhận xét: “Thời Tống Nhân Tông có Bao Chửng nổi tiếng về công bình chính trực”. Theo “Lưỡng triều quốc sử” biên soạn vào đời Tống, phần “Bao Chửng truyện” viết: “Chửng tính không a dua bè phái, chưa từng sửa nét mặt để làm vừa lòng người khác. Bình sinh không chút riêng tư, dù bà con thân thuộc cũng không gặp mặt. Y phục, đồ dùng, ăn uống lúc hiển quý vẫn như lúc áo vải”. Khu mật Phó sứ Ngô Khuê viết trên mộ chí Bao Công: “Triều Tống có bề tôi ngay thẳng, chính trực… danh tiếng vang lừng thiên hạ, dù chốn ngoại di vẫn phục tên ông. Từ đại phu trong triều cho đến kẻ sĩ phương xa đều không gọi ông bằng chức quan mà gọi là Bao Công”

### Di sản

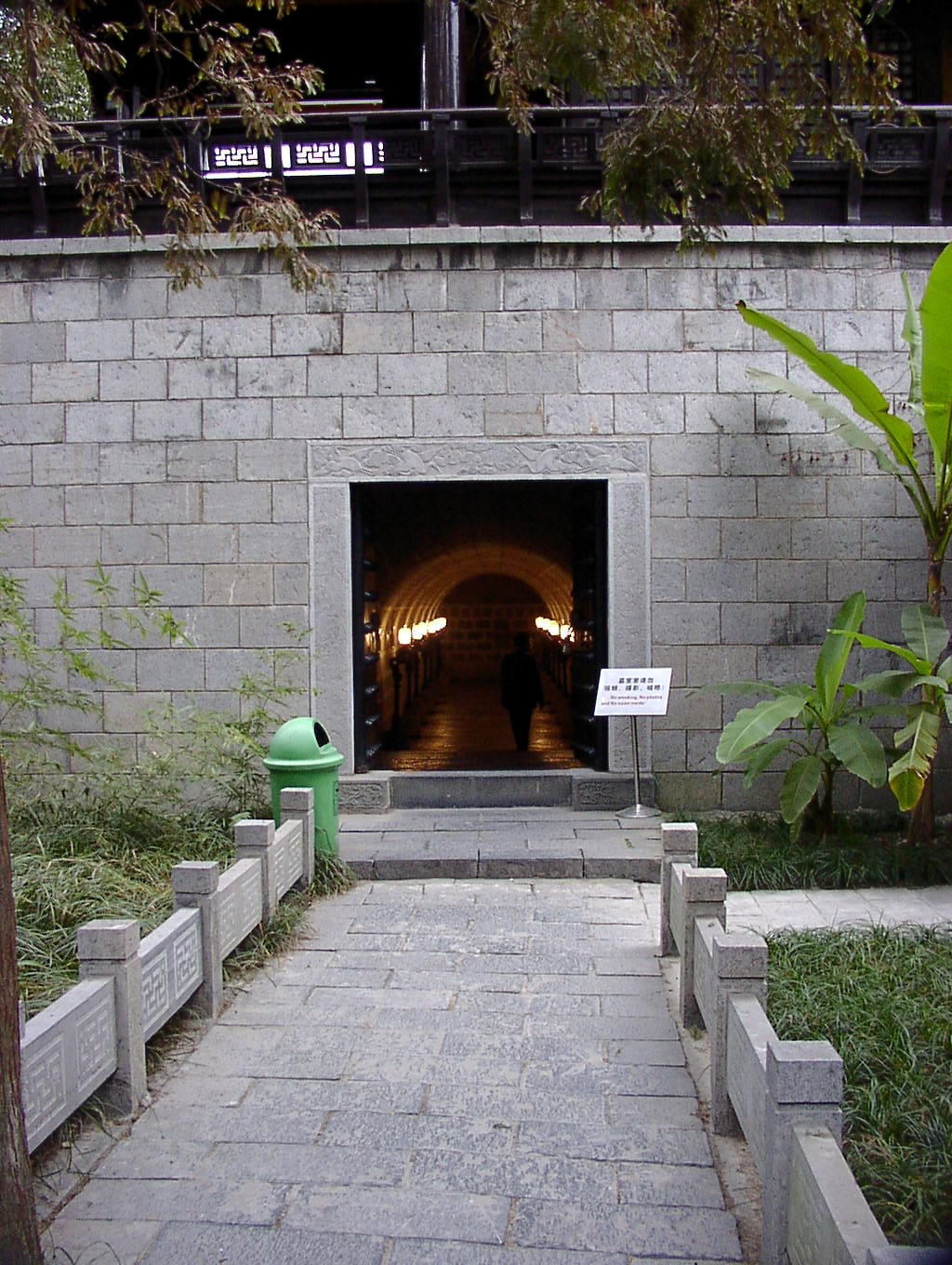
Lối vào nơi chôn cất.

GS. Nguyễn Khắc Phi viết: Là một người có học vị cao và sống ở một thời đại văn thơ nở rộ, chắc Bao Công cũng sáng tác không ít, song đáng tiếc là cho đến nay chỉ còn lại một bài ông làm lúc mới bước vào hoạn lộ, đó là:
| Thư Đoan Châu quận trai bích (Đề lên tường thư trai ở quận Đoan Châu) Phiên âm: Thanh tâm vi trị bản Trực đạo thị thân mưu Tú cán chung thành đống Tinh cương bất tác câu Thương sung thử tước hí Thảo tận thố hồ sầu Sử sách hữu di huấn Vô di lai giả tu. Dịch nghĩa: Lòng trong sạch là cái gốc của việc trị nước, Đạo ngay thẳng là điều mưu cầu của việc tu thân. Thân cây đẹp tốt rốt cuộc sẽ thành rường cột, Gang thuần chất không thể uốn thành móc cong. Kho đầy hẳn bọn chuột và chim sẻ vui mừng. Cỏ hết thì bọn thỏ và chồn rầu rĩ. Sử sách có lời di huấn: Chớ để lại điều xấu hổ cho con cháu mai sau! | Tạm dịch thơ: Thanh liêm: gốc "trị quốc" Cương trực: "tu thân" cầu. Cây thẳng ắt làm cột, Thép ròng chẳng uốn câu. Kho đầy: chuột, sẻ khoái. Cỏ hết: thỏ, chồn sầu. Sử sách nêu di huấn: Chớ để nhục về sau! |

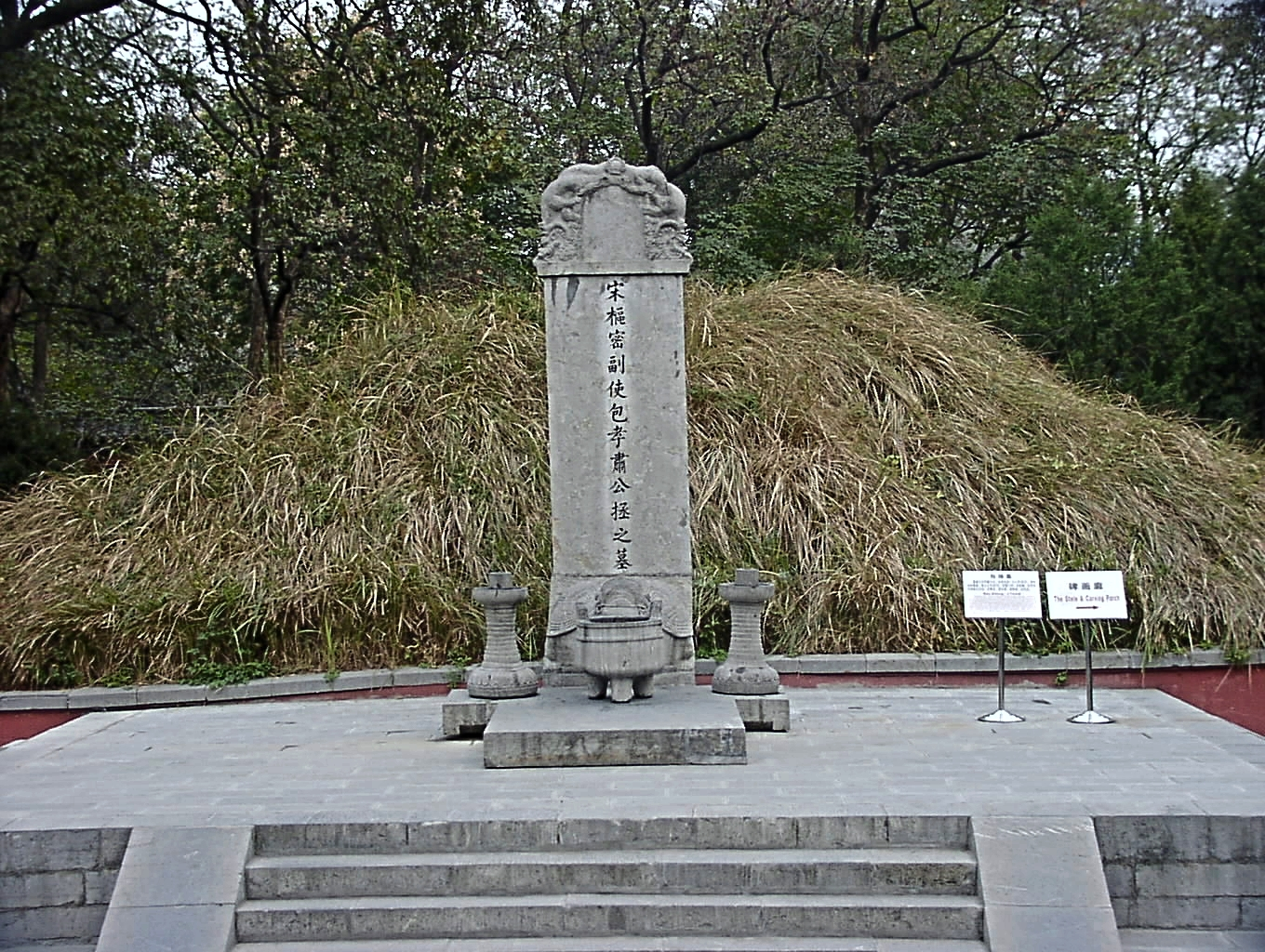
Mộ Bao Công với án thờ ở phía trên.

Trong thời kỳ Cách mạng Văn hóa, phong trào "Phá tứ cựu, lập Tứ tân" lan rộng khắp Trung Quốc. Bao Công bị xem là đáng trừng trị hơn tham quan vì đã ủng hộ, duy trì chế độ phong kiến, bị xếp vào loại "ngưu quỷ xà thần" phải quét sạch. Từ đường trở thành nhà nấu ăn của hợp tác xã, từ trong ra ngoài bị đập phá. Bia đá, hoành phi, liễn đối, tượng Vương Triều, Mã Hán đều nát vụn. Bức tượng Bao Công được làm từ gỗ đàn hương, lớn như người thật, bị các Hồng vệ binh dùng dao chém nát. Bộ gia phả "Bao thị tông phả" và bức họa truyền thần Bao Công lúc sinh tiền được truyền từ đời Tống, Nguyên, Minh, Thanh, Dân quốc đã bị treo lên cây đốt cháy thành tro. Sau năm 1949, đền thờ Bao Công do nhà nước quản lý, thuộc Công viên Bao Hà. Bức họa Bao Công từng được đưa vào Tử Cấm Thành triển lãm, nhờ đó còn giữ được tấm ảnh chụp lại.
Về sau, Bao Tiên Hải trao bức họa và gia phả cho con gái là Bao Huấn Chi cất giữ, cuối cùng bị Hồng vệ binh lục soát tìm thấy, đem ra đốt sạch. Năm 1973, khu mộ ông được di dời để xưởng luyện thép Hợp Phì số 2 xây lò nung vôi. Đến cuối tháng 8 năm 1973, việc khai quật khu mộ phần của Bao Công đã hoàn thành. Mười một bộ di cốt cùng 55 nhân dân tệ tiền phí an táng được trao cho đại diện hậu duệ Bao Công. Qua bàn bạc, các thành viên trong gia tộc quyết định thuê xe di quan từ Hợp Phì về gò Long Sơn, thôn Đại Bao, xã Văn Tập, huyện Phì Đông, tỉnh An Huy (nơi an táng tổ phụ, thân phụ Bao Công) nhưng không được chấp thuận nên họ phải chôn trộm. Ngày 6 tháng 10 năm 1985, tại Công viên Bao Hà, quần thể mộ phần Bao Công và từ đường Bao Công được phục chế lại hoành tráng. Ngày 4 tháng 4 năm 1986, tổ chức nghi thức "thiên an" tại Hợp Phì, 11 chiếc vò đựng di cốt được hạ xuống huyệt mộ đã làm sẵn mới phát hiện hoàn toàn rỗng không. Bao Tiên Chính - người đã an táng 11 vò di cốt đã qua đời mấy năm rồi, còn con cháu họ Bao đều lắc đầu nói không biết. Rất may còn 35 mảnh xương của Bao Công được gửi đi giám định tại Khoa Nghiên cứu Cổ nhân loại học và động vật có xương sống của Học viện Khoa học trung ương Trung Quốc ở Bắc Kinh, 20 trong số 35 mảnh xương được đưa vào quan tài bằng gỗ nam mộc đặt trong mộ huyệt của Bao Công, 15 mảnh xương còn lại được trưng bày trong Nhà Bảo tàng tỉnh An Huy.
Hiện nay đền thờ của Bao Công có hai câu liễn ca ngợi ông: "Lý Oan Ngục, Quan Tiết Bất Thông, Tự Thị Diệm La Khí Tượng. Chẩn Tai Lê, Từ Thiện Vô Lương, Y Nhiên Bồ Tát Tâm Trường". Nghĩa là: “Xử lý án oan, tiết tháo làm quan không thể mua chuộc, khí phách dáng vẻ như Diêm Vương. Cứu giúp tai ương, nhân từ lương thiện không màng lợi ích, tấm lòng cao quý như Bồ Tát”.

### Hậu duệ
Hậu duệ chính thức của Bao Công khoảng 10.000 người ở các tỉnh An Huy, Triết Giang, Giang Tây, Vân Nam, tập trung nhiều nhất ở 2 thôn Đại Bao và Tiểu Bao thuộc xã Giải Tập, huyện Phì Đông, tỉnh An Huy. Hậu duệ của ông có nhiều người nổi tiếng:
- Bao Khang - quân sư của Phương Lạp: Là hậu duệ đời thứ năm của Bao Công.
- Bao Thế Thần (1775 - 1855): Là nhà thư pháp, lý luận thư pháp nổi tiếng đời Thanh, từng làm tri huyện Tân Dụ, tỉnh Giang Tây.
- Bao Ngọc Cương (1918 - 1991), được mệnh danh là "Thuyền Vương" của Hồng Kông, là một trong "Thập đại Thuyền Vương" - 10 nhà vận tải tàu biển lớn nhất thế giới.
- Bao Bồi Khánh (sinh năm 1945): Là doanh nhân, nhà hoạt động xã hội, nhà từ thiện ở Hồng Kông, là con gái đầu của Bao Ngọc Cương, hậu duệ đời thứ 30 của Bao Công.

## Ảnh hưởng
Theo khảo cứu, tục thờ Bao Công xuất hiện ở miền duyên hải Hoa Nam từ khoảng cuối thế kỉ XIII và sớm lan truyền ra nhiều quốc gia trong khu vực. Ông được phụng thờ với chức năng thần công lí hay là á thánh bảo hộ sự công chính liêm minh trong xã hội. Dân gian thường chỉ gọi kiêng là Bao Công, Bao Thanh Thiên, Bao Thánh Sư chứ không dám viện tên tục. Việc này lí giải vì sao trong nhiều thế kỉ phần lớn dân chúng còn không biết tên thật và nguyên quán của ông thế nào. Người ta thậm chí cũng không còn quan tâm gia thế Bao Công nữa, mà biến hình tượng Bao Công thành một chứng dẫn về nỗi cảm thông với thân phận những kẻ hèn trong cuộc sống phàm tục, nó đối nghịch hoàn toàn toàn quan tham lại nhũng mà thời nào cũng có.
Trong nghệ thuật hí kịch, hình tượng Bao Công vẫn được mô tả là tướng khoan thai bệ vệ, đặc biệt có gương mặt đen như than, hai má vẽ vằn trắng, râu cũng đen nhánh, nhưng giữa trán còn có mảnh trăng khuyết, ngay đến y phục mũ cao áo dài cũng đen tuyền chỉ xuyết thêm rồng thếp vàng mà thôi. Qui ước này đã truyền qua nhiều thế kỉ, dù thực tế không tồn tại bất cứ tài liệu gì về hình vóc Bao Công ra sao. Truyền thống Hoa Nam vốn coi các vị thần mặt đen là nghiêm minh, biết tha người thiện và trị kẻ dữ. Theo nghiên cứu gần đây, ngẫu tượng Bao Công trong tâm khảm dân gian được đồng nhất với phán quan của Diêm Vương cho nên mới có mặt đen như vậy, vì không gì công bằng hơn sự chết, mà con người thường phải đối diện với sự phán xét của tử thần. Liêu Trai chí dị cũng đã chép nhiều truyện về người công chính hiền đức ở đời khi chết đi được Diêm Vương cử làm phán quan. Khoảng giao thoa Minh-Thanh, Bao Công còn được phối thờ thêm Công Tôn Sách, Triển Chiêu, tứ đại thiên vương (ban đầu hình thù rất gớm ghiếc, có sừng và nanh tượng trưng cho hộ pháp địa phủ, sau được đổi là bốn hộ vệ có tên gọi rõ ràng với dung mạo đỡ khó coi hơn) để biểu thị thuộc tính quân pháp bất vị thân. Cho nên, nhìn chung có thể kết luận, tục thời Bao Công là để hợp lệ hóa tín ngưỡng chiêm bái Diêm Vương hòng qua mặt nhà cai trị mà thôi.
Tại Hương Cảng, giới sinh viên luật khoa có thói quen vào miếu Bao lão da khấn để cầu hiển đạt, sau khi tất nghiệp thường khi gặp án kiện khó cũng đến kêu xin. Thi thoảng tục này cũng áp dụng trong cảnh sát giới, đặc biệt là điều tra viên. Vậy nên Bao Công và Quan Công là hai á thần tối hệ trọng trong xã hội Hoa Nam hiện đại.

### Văn chương mĩ thuật

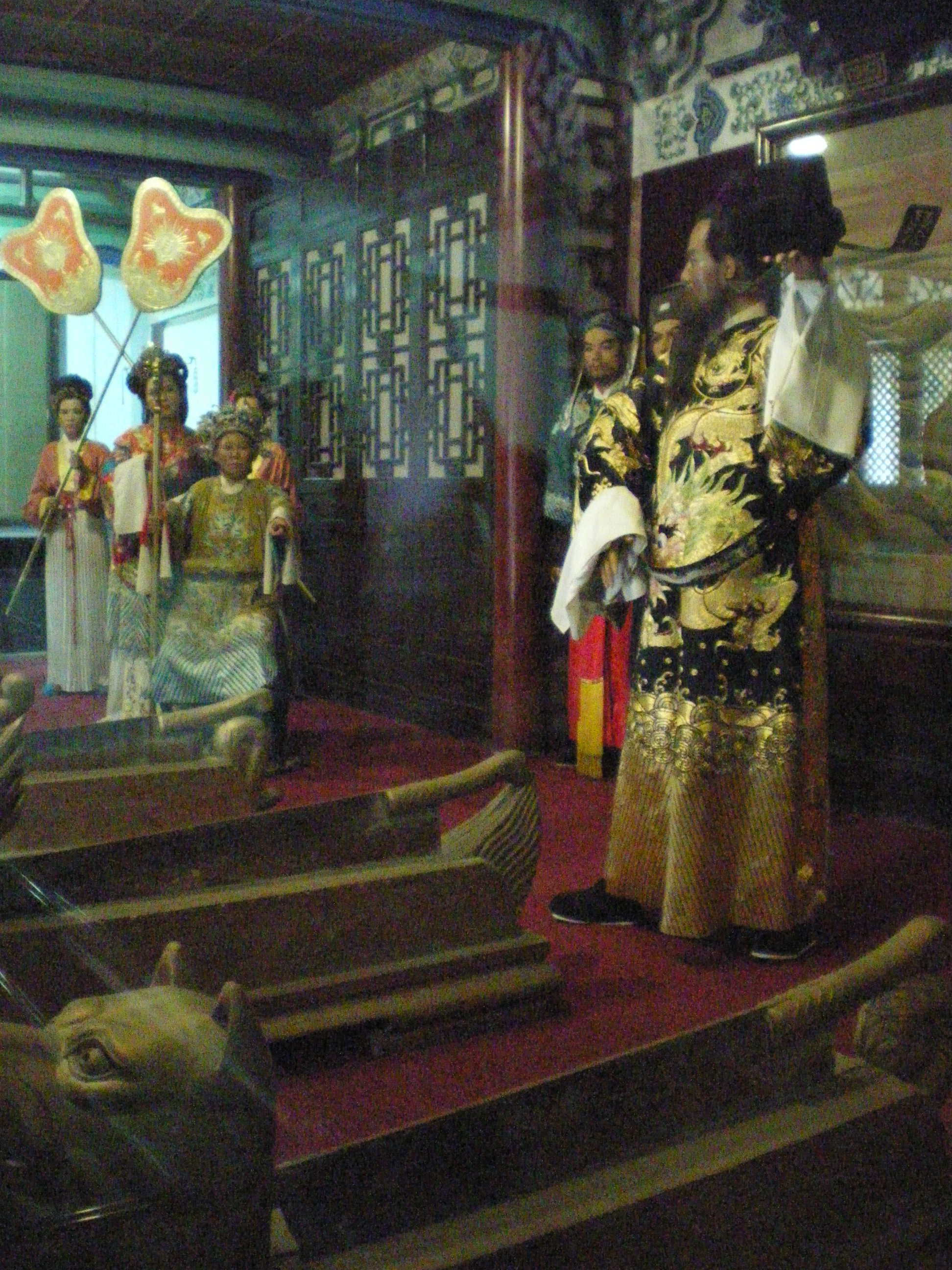
Tượng Bao Công ở miếu Khai Phong, Hà Nam, Trung Quốc. Bao Công thủ tiết khi thái hậu lạm quyền.

Từ tiểu thuyết, sân khấu đến phim ảnh đều gắn liền hình tượng Bao Công phá các đại án với thời gian làm Phủ doãn phủ Khai Phong. Kỳ thực Bao Công chỉ giữ chức này trong khoảng thời gian hơn một năm và trong chính sử không hề chép chuyện phá án nào của Bao Công trong giai đoạn này. Công lao lớn nhất của Bao Công khi giữ chức Phủ doãn Khai Phong (tương tự Thị trưởng Bắc Kinh ngày nay) là cải cách hành pháp và quy hoạch lại kinh thành để khỏi nạn ngập nước. Chức vụ cao nhất của Bao Công là hàm nhị phẩm, không có sử sách nào ghi rằng công đường của ông có ba khẩu Long-hổ-cẩu đầu đao để xử trảm tội phạm, cũng không có ghi chép nào cho thấy ông được vua ban Thượng phương bảo kiếm để có quyền "tiền trảm hậu tấu" như trong phim, truyện hay trên sân khấu mô tả.
Về phá án, trong chính sử chỉ chép hai vụ: 
- Lúc ông làm tri huyện Thiên Trường: một hôm có người họ Lý đến công đường thưa là tối qua con bò nhà mình bị kẻ nào đó cắt mất lưỡi sắp chết. Theo luật triều Tống, kẻ tự ý giết bò trâu sẽ bị nghiêm trị vì ảnh hưởng đến sức kéo. Bao Công bảo họ Lý cứ về nhà làm thịt để bán kiếm ít tiền, nhưng không được tiết lộ là quan phủ đã cho phép. Người kia về làm theo lời dặn. Đến sáng hôm sau có người họ Trương đến huyện nha tố cáo người họ Lý tự ý giết thịt bò, phạm vào phép nước, đề nghị phải xử. Bao Công liền vỗ án kêu tả hữu bắt ngay tra vấn. Quả nhiên họ Trương chính là hung thủ đã cắt lưỡi bò nhà họ Lý để vu họa nhằm trả mối thù hiềm khích giữa hai nhà.[12]
- Khi đã đứng đầu Tri gián viện. Ông đã xử vụ án Lãnh Thanh mạo danh thái tử dưới triều vua Tống Nhân Tông, là gốc tích để truyền thuyết dân gian, tiểu thuyết, sân khấu... dựng thành "Ly miêu tráo thái tử", "Đả long bào" hay "Bao Công xử án Quách Hòe" nổi tiếng.

Ngoài 2 chuyện được chép trong chính sử ra, những vụ xử án nổi tiếng khác của Bao Công như "Chém Bao Miễn", "Xử án Trần Thế Mỹ", "Trảm Bàng Dục"... thì đều là truyện dân gian hư cấu. Trần Thế Mỹ là nhân vật có thật nhưng lại ở vào đời Thanh, cách Bao Công đến hơn 600 năm. Bàng Thái sư (Bàng Tịch) trong phim được phỏng theo gian thần Trương Nghiêu Tá, nhưng trong lịch sử thì Bàng Tịch không phải là gian thần. Ông có con là Bàng Nguyên Anh, cháu là Bàng Cung Tôn đều làm quan, không có ai là Bàng Dục phạm tội bị Bao Công chém cả
Trong truyền thuyết dân gian Trung Hoa, Lý Thần phi là nhân vật trọng yếu trong điển tích Ly miêu hoán thái tử (狸猫换太子). Đây là một đoạn chương hồi trong Thất hiệp ngũ nghĩa của tác giả đời Thanh tên Thạch Ngọc Côn (石玉昆). Theo truyện này, năm đó Lý Thần phi và Lưu Hoàng hậu cùng lúc có thai. Khi cả hai hạ sinh, Lưu Hoàng hậu sinh ra một Công chúa mà chết yểu, còn Lý Thần phi sinh ra được một Hoàng tử. Lưu Hoàng hậu sợ hãi, bèn cùng hoạn quan tráo con của Lý Thần phi bằng một con ["Ly miêu"; 貍貓], vu khống Lý Thần phi sinh hạ quái thai yêu nghiệt. Sau đó Lý Thần phi bị đuổi ra khỏi cung, lưu lạc dân gian, con trai bà trong cung đã được phong làm Thái tử kế vị, tức Tống Nhân Tông. Lưu lạc nhiều năm, thân thể tàn úa, đến gần cuối đời Lý Thần phi gặp được Bao Công, bèn xin vị Bao Thanh Thiên trứ danh này trợ giúp tìm được công lý. Dưới sự tài tình và thẳng thắn của mình, Bao Công minh oan cho Lý thị, được đón vào cung tôn làm Hoàng thái hậu, còn Lưu hậu sợ tội tự sát. Tuy tiểu thuyết dựa vào lịch sử, song đã hư cấu hóa nhằm tăng thêm giai thoại và hành vi anh minh của Bao Công. Tuy vậy, cụm từ Ly miêu hoán Thái tử về sau lại rất thông dụng, trở thành một cách nói ẩn dụ về sự hoán đổi đầy tính âm mưu trong cuộc sống.

### Kịch nghệ
Hình tượng Bao Công theo trào lưu tuồng Hồ Quảng thâm nhập nước An Nam từ thời chúa Nguyễn trở đi và biến ra nhiều hình thể khác hẳn lối hình dung ở nguyên quán Hoa Nam. Hình ảnh Bao Công dĩ nhiên chỉ còn hư cấu ước lệ, không cần thiết coi là biểu thị tính lịch sử nữa.
Nhân vật Bao Công thường được thể hiện là tiếng kêu trong rừng vắng của những tâm hồn chịu oan ức tủi nhục. Hình tượng Bao Công chủ yếu được đặt trong cuộc đấu trí với gia tộc Bàng thái sư. Nhóm nhân vật này thường gồm Bàng thái sư, Bàng quý phi (nhân vật hư cấu là thái sư lệnh ái, thiếp Tống Chơn Tôn), Bàng Phi Giao (nhân vật hư cấu là đứa em ngỗ ngược của quý phi).
Tuồng cải lương

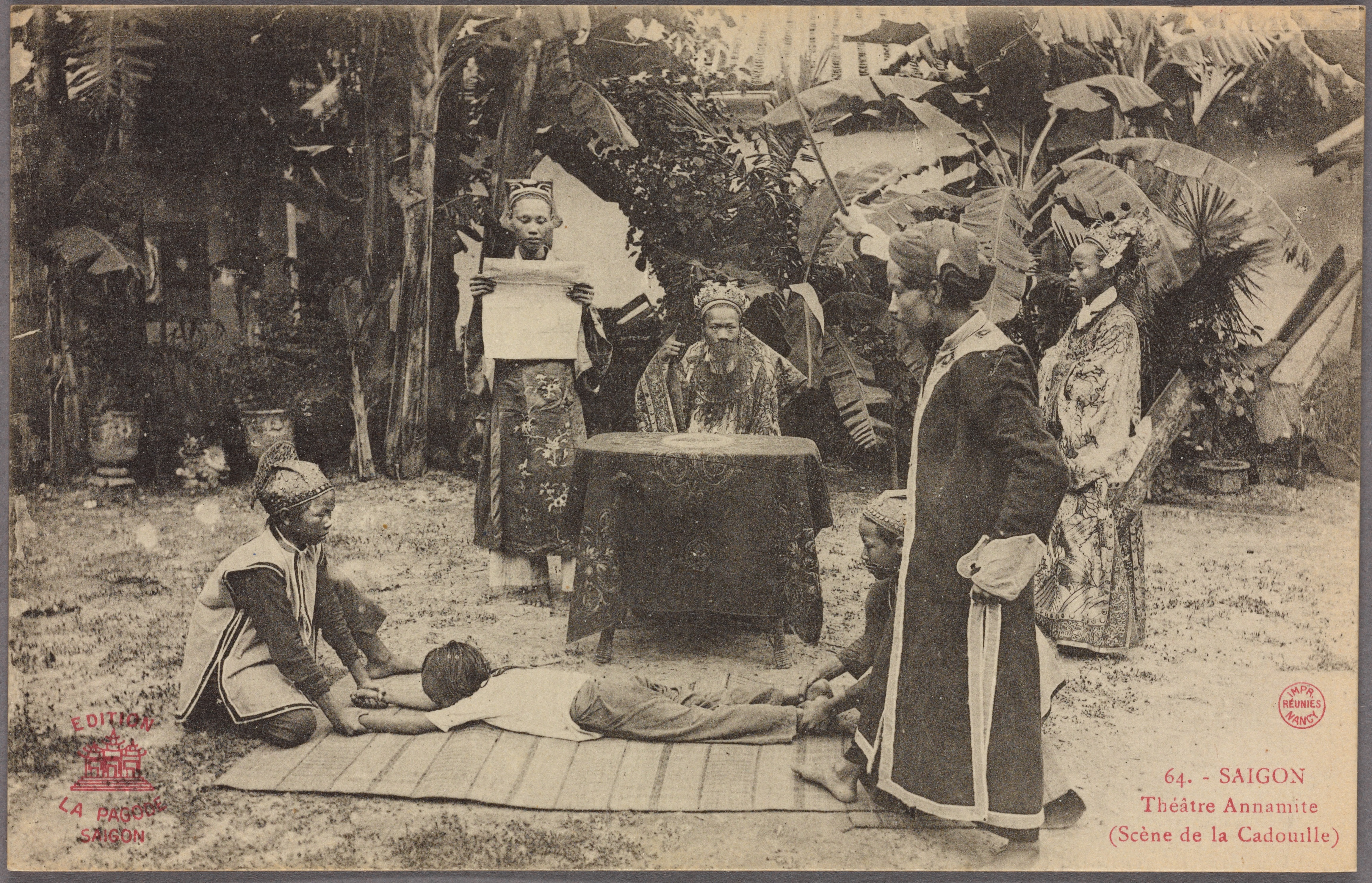
Diễn tuồng Bao Công ở Sài Gòn năm 1906.

- Bao Công cưới vợ : Vân Hương[a]
- Bao Công tra án ngũ thử : Thanh Tòng
- Bao Công tra án Quách Hòe : Loan Thảo[b]
- Bao Công xử án anh em song sinh : Bạch Mai
- Bao Công xử án tân thời : Đoàn cải lương Thanh Nga
- Bao Công xử án Trần Thế Mỹ : Loan Thảo & Thế Châu, Nhị Kiều & Hoàng Lan
- Bích Vân Cung kỳ án, hay Bao Công vô lò gạch : Thanh Tòng
- Phi Long báo phu cừu, hay Xử án Bàng quý phi : Thanh Tòng
- Xử án Bàng quý phi : Minh Tơ & Thanh Tòng, Viễn Châu
- Xử án Phi Giao : Bạch Mai, Ngọc Văn

Hài kịch
- Bao Công kỳ cục án : Nhóm hài Bảo Chung - Tấn Hoàng biên soạn và trình diễn lần đầu tại Nhà hát Hòa Bình năm 1996[14]
- Bao Công xử án bà la sát : Phú Quý - Kiều Mai Lý
- Bao Công xử án bất hiếu nhi : Bảo Chung - Hữu Nghĩa
- Bao Công xử án lừa tình : Bảo Chung - Minh Nhí - Hoàng Mập
- Hoài Linh kỳ án – Ly miêu tráo thái tử, hay Bao Công xử án Quách Què
- Vụ án Công Tôn Quậy : Bảo Chung - Hoài Linh - Bảo Quốc - Lê Giang
- Xử án Bao Công giả : Bảo Chung - Kiều Oanh - Bảo Quốc

### Điện ảnh truyền hình
Các bộ phim về Bao Công đã bắt đầu được hãng Thiệu thị huynh đệ chế tác từ thập niên 1960 với chất lượng băng hình rất đẹp. Tuy nhiên nhìn chung vì điện ảnh Á châu bấy giờ thiếu kinh nghiệm về điện ảnh trinh thám nên những phim này đạt tỉ suất khán giả ít khả quan.
Phải chờ đến thập niên 1990 khi có loạt phim Bao Thanh Thiên, được quay tại Đài Loan với sự tham gia của Kim Siêu Quần (vai Bao Công) và Hà Gia Kính (vai Triển Chiêu). Bộ phim sớm trở nên nổi tiếng ở Hồng Kông, Trung Quốc và Việt Nam.
Trong phim, Bao Công xử các vụ án trong cương vị Phủ Doãn phủ Khai Phong (kinh đô nhà Tống). Trong thực tế lịch sử, ông làm ở chức vụ này khoảng 1 năm. Bao Công trong phim được mô tả là do sao Văn Khúc giáng sinh để đem lại công lý cho dương gian. Ban ngày ông xử án ở trần thế cho con người, ban đêm khi đi ngủ, thần thức của ông tiếp tục xuống âm phủ xử án cho các oan hồn. Giữa trán ông có vết sẹo hình trăng lưỡi liềm, biểu thị cho sự công chính, khi nguy cấp thì vết sẹo này có thể tỏa sáng để xua đuổi được tà ma yêu khí.
Thực tế, Bao Công thật không có khuôn mặt đen và cũng không có vết sẹo hình Mặt Trăng như trong phim, thậm chí ông lại trắng trẻo và có phần thư sinh. Điều này là do ảnh hưởng của Kinh kịch, hát bội, Trong nghệ thuật Kinh Kịch, các diễn viên thường phải hóa trang mặt nạ trước khi biểu diễn. Mặt trắng là đại diện cho kẻ tiểu nhân; mặt đỏ là đại diện cho nghĩa khí, trung nghĩa; mặt đen đại diện cho nghiêm túc, công chính liêm minh, quân tử. Do đó, mặt Bao Công trong kịch và phim được tô đen để khắc họa bản tính liêm chính của ông.
| Năm  | Tên phim | Quốc gia                          | Diễn viên                                   | Ghi chú |
| ---- | --- | --------------------------------- | ------------------------------------------- | --- |
| 1993 | Bao Thanh Thiên 包青天 Bāo Qīng Tiān Justice Pao 포청천                                                         | Đài Loan                          | Kim Siêu Quần, Hà Gia Kính, Phạm Hồng Hiên  | Nhà sản xuất: Triệu Đại Thâm Số tập: 236 (41 vụ án) Các vụ án: - Trát mỹ án (Lưu Tuyết Hoa), - Chân giả trạng nguyên, - Ly miêu hoán thái tử, - Song đinh ký (Khâu Vu Đình), - Thám Âm sơn, - Hồng hoa ký, - Trát Bàng Dục (Khâu Vu Đình), - Trát Bao Miễn, - Ô bồn ký, - Thu Nương (Lưu Tuyết Hoa), - Trát vương gia, - Cổ cầm oán (Triệu Vĩnh Hinh), - Tam kích cổ (Lưu Tuyết Hoa), - Loan sinh kiếp (Tống Đạt Dân, Tống Dật Dân, Triệu Vĩnh Hinh), - Báo Ân đình (Khâu Vu Đình), - Chân giả nữ tế (Rể thật, rể giả), - Tử kim chùy, - Thiên hạ đệ nhất trang, - Thốn thảo tâm, - Đồ long ký, - Uyên ương hồ điệp mộng (Khâu Vu Đình), - Thiên luân kiếp (Trương Đình), - Khổng tước đảm, - Chân giả Bao Công, - Trinh tiết bài phường, - Huyết vân phiên truyền kỳ (Cung Từ Ân), - Sinh tử luyến (Khâu Vu Đình), - Tầm thân ký (Tống Đạt Dân, Tiêu Ân Tuấn), - Đạp tuyết tầm mai, - Thanh long châu, - Ngư mỹ nhân (Khâu Vu Đình), - Địch Thanh, - Hiếu tử Chương Lạc, - Lôi đình nộ, - Âm dương phán (Cung Từ Ân), - Cửu đạo bản (Triệu Vĩnh Hinh), - Bồ tát lĩnh, - Họa trung thoại (Lời trong tranh), - Bàng phi hữu hỉ (Bàng phi có thai), - Khất cái vương tôn, - Ngũ thử náo Đông Kinh |
| 1994 | Bích huyết Thanh Thiên Dương gia tướng                                                                          | Hồng Kông · ATV                   | Kim Siêu Quần, Chân Chí Cường, Phùng Quốc   | Số tập: 30 |
| 1995 | Bao Thanh Thiên (ATV)                                                                                           | Hồng Kông · ATV                   | Kim Siêu Quần, Lữ Lương Vỹ, Phạm Hồng Hiên  | Số tập: 160 (25 vụ) Các vụ án: - Bản sắc anh hùng (Trần Đức Dung), Trạng nguyên giết mẹ (Chân Chí Cường), - Tái thế tình thù (Lưu Ngọc Đình, Lâm Vỹ Thần), Trảm Diễm Nương (Triệu Vĩnh Hinh), - Thẩm bạch mao, Thiết khưu phần, Cáo thân phu, - Tuẩn tình ký, Tình khiên âm dương giới (Lưu Đức Khải, Triệu Vĩnh Hinh), - Hiệp cốt thần toán (Mã Cảnh Đào, Vu Lợi, Thái Hiểu Nghi), Điệp ảnh di hận (Vu Đình), - Nghĩa đảm nhu tình (Chân Chí Cường), Thu chi võ (Tiêu Ân Tuấn), Thư hùng hiệp đạo, - Xử án Ngự Miêu (Tiêu Ân Tuấn), Thí phu ký, Người mặt quỷ, - 3 lần xét xử trạng nguyên (Lâm Vỹ Thần), Thượng Hải minh nguyệt châu hữu lệ (Mễ Tuyết), - Công chính liêm minh (Văn Tụng Nhàn), Mai hoa đạo (Lâm Tâm Như), Kiếp thánh chỉ, - Cách thế truy tình ký (Thù chi kiếm) (Miêu Kiều Vĩ, Địch Oanh), Oanh liệt thiên thu (Lưu Hiểu Khánh), Vụ tỏa khai phong |
| 1995 | Bao Thanh Thiên (TVB) 包青天 Justice Pao                                                                        | Hồng Kông · TVB                   | Địch Long, Huỳnh Nhật Hoa, Liêu Khải Trí    | Giám chế: Trang Vỹ Kiện Số tập: 80 Các vụ án: Huy lệ trảm công tôn, Giả hổ phách, Thân tử tình cừu, Thất tử hộ kinh hoa, Nhân bì diện cụ, Lê hoa kiếp, Bạn huyết trung hồn, Chân giả bài phường, Hoa hồ điệp, Phu chứng thế hung, Thác phối lương duyên, Vong tình cửu phường, Thi phụ cơ ân, Tuyết phách mai hồn, Khấp huyết phượng, Hiệp tình Diễn viên: La Lạc Lâm, Thái Thiếu Phân, Quan Vịnh Hà, Thiệu Mỹ Kỳ, Trần Cẩm Hồng, Lương Bội Linh, Đàm Diệu Văn, Trương Quốc Cường, Cổ Thiên Lạc… |
| 1999 | Thiếu niên Bao Thanh Thiên phần 1 Tuổi trẻ Bao Thanh Thiên 少年包青天 Shao nian Bao Qing Tian Young Justice Bao | Trung Quốc                        | Châu Kiệt, Nhậm Tuyền, Thích Tiểu Long      | Số tập: 40 (7 vụ án) Các vụ án: Vang danh thiên hạ, Huyết tế đàn, Bí mật Ẩn Dật thôn, Ra oai trước điện, Ngũ Thử náo Tướng Quốc Tự, Ma pháp ảo ảnh, Phan long kiếp |
| 2000 | Bao Công xuất tuần Return of Judge Bao                                                                          | Hồng Kông                         | Kim Siêu Quần, Tiêu Ân Tuấn, Phạm Hồng Hiên | Số tập: 40 |
| 2001 | Thiếu niên Bao Thanh Thiên phần 2 Tuổi trẻ Bao Thanh Thiên 少年包青天 Shao nian Bao Qing Tian Young Justice Bao | Trung Quốc                        | Lục Nghị, Nhậm Tuyền, Thích Tiểu Long       | Số tập: (6 vụ án) Các vụ án: Bản sắc anh hùng, Tứ hải giai huynh đệ, Án Kim Long Tự, Án bức hoạ Thiếu nữ Mẫu Đơn Đình, Bí ẩn Tiêu Dao đảo, Thiên la địa võng |
| 2003 | Bao Công kỳ án                                                                                                  | Đài Loan                          | Kim Siêu Quần, Tiêu Ân Tuấn, Phạm Hồng Hiên | Số tập: 62 (7 vụ án) Các vụ án: Chiếc túi long phụng, Mộng hồi thanh lâu, Gương sáng trong cao, Xử trảm Công Tôn Sách, Uy chấn Kim Lăng, Tình hoa kiếp, Song thành ký |
| 2004 | Ngũ thử đấu ngự miêu                                                                                            |                                   | Kim Siêu Quần                               | |
| 2006 | Thiếu niên Bao Thanh Thiên phần 3 Tuổi trẻ Bao Thanh Thiên 少年包青天 Shao nian Bao Qing Tian Young Justice Bao | Trung Quốc                        | Đặng Siêu, Triệu Dương, Thích Tiểu Long     | Số tập: 40 |
| 2007 | Giang hồ dạ vũ thập niên đăng                                                                                   |                                   | Kim Siêu Quần                               | |
| 2008 | Bao Thanh Thiên                                                                                                 | Trung Quốc                        | Kim Siêu Quần, Hà Gia Kính, Phạm Hồng Hiên  | Số tập: 61 (5 vụ án) Các vụ án: Đả long bào, Bạch long câu, Thông phán kiếp (Trần Hạo Dân), Hoàng kim mộng (Tôn Diệu Uy), Trát Mỹ án |
| 2010 | Tân Bao Thanh Thiên 1: Thất hiệp ngũ nghĩa 七俠五義 Qī xiá wǔ yì The seven heroes and five gallants             | Đài Loan · Trung Quốc · Hồng Kông | Kim Siêu Quần, Hà Gia Kính, Phạm Hồng Hiên  | Số tập: 40 (8 vụ án) Các vụ án: Vụ án ô bồn ký, Vụ án Bàng Dục, Vụ án Ngũ Thử, Vụ án Ngải Hổ, Vụ án Bắc Hiệp Âu Dương Xuân, Vụ án Kinh Đông Vương, Vụ án Ngọc Hồ Điệp, Vụ án Trát Bao Miễn |
| 2011 | Tân Bao Thanh Thiên 2: Bích huyết đan tâm 碧血丹心 Bì xuè dān xīn Arbiter of loyalty unto death                 | Đài Loan · Trung Quốc · Hồng Kông | Kim Siêu Quần, Hà Gia Kính, Phạm Hồng Hiên  | Số tập: 40 (4 vụ án) Các vụ án: Vụ án lũ lụt Thái Hà, Vụ án Võ Trạng nguyên, Vụ án Hòa quý phi, Vụ án Danh sách binh tịch |
| 2012 | Tân Bao Thanh Thiên 3: Khai phong kỳ án 開封奇案 Kāifēng Qí Àn Arbiter of kaifeng mystery                       | Đài Loan · Trung Quốc · Hồng Kông | Kim Siêu Quần, Hà Gia Kính, Phạm Hồng Hiên  | Số tập: 40 (6 vụ án) Các vụ án: Vụ án Hồng Châu di hận, Vụ án Kim ngọc minh, Vụ án Thất anh ký, Vụ án Hiệu Hương lầu, Vụ án Tam đóa kim hoa, Vụ án Huyết nghiên Đoan Khê |